# 759

## Esdeveniments
- Es publica el Man'yōshū, la primera antologia de poesia japonesa.[1]
- Els francs de Pipí el Breu conquisten Narbona després de quaranta anys de presència àrab.[2]

## Naixements
- Rei Alfons II d'Astúries (data incerta).[3]